# Милка Такева-Григориевич
Милка Такева-Григориевич (на македонска литературна норма: Милка Такева-Григоријевиќ) е югославски политик от Социалистическа република Македония, определяна като „една от най-забележителните жени на македонската политическа сцена след Втората световна война“.

## Биография
Родена е в 1935 година в Царево село (Делчево) и е активна на политическата сцена от малка. Завършва основно училище в Царево село, педагогическо училище в Щип и политически науки в Белградския университет, като става една от първите жени политолози във Федерална Югославия. Такева-Григориевич е член на Градското събрание на град Скопие, както и на общинските събрания на общините Център и Гази Баба. Била е и член на Републиканския събор на Събранието на Република Македония, където председателства комисията по здравеопазване и социална политика и комисията по труда. От 1981 година до пенсионирането си през 1992 година е делегат в Съюзния събор в Скупщината на Югославия, а от 1986 до 1988 година е негов председател, като за два мандата е координатор на делегатите от Социалистическа република Македония, заместник-председател на комисията по здравеопазване и социална политика и член на конституционната комисия.
Тя активно се включва в движението на налагане на правата на жените, като председател на Конференцията за обществена активност на жените на Македония, член на председателството на Федералната конференция за обществена активност на жените на Югославия, както и като подпредседател на Националния съвет на жените на Македония.
За своята дейност получава множество награди и отличия: Орден на Републиката със сребърен венец, Орден за заслуги за народа, Орден на труда със златен венец, както и Плакет за сигурност и Плакет за гражданска защита на правителството на Югославия.
Умира на 24 декември 2017 година в Скопие след дълго и тежко боледуване.